# Honkainen
Honkainen är en sjö i Finland. Den ligger i kommunen Ranua i landskapet Lappland, i den norra delen av landet, 600 km norr om huvudstaden Helsingfors. Honkainen ligger 131,3 meter över havet. Arean är 64,2 hektar och strandlinjen är 4,01 kilometer lång. Sjön  ingår i Kuivajokis huvudavrinningsområde.   Den ligger vid sjön Litojärvi.
I övrigt finns följande vid Honkainen:
- Litojärvi (en sjö)